# Геліотерапія
Геліотерапі́я — використання сонячних променів з лікувальною та профілактичною метою, метод кліматотерапії.
При геліотерапії на організм людини діє пряма сонячна радіація, розсіяна радіація і радіація, відбита від поверхні різних предметів. В результаті вживання геліотерапії підвищується стійкість організму до різних інфекцій і простудних захворювань, підвищується працездатність.
Геліотерапію можна призначати всім майже здоровим людям: вона особливо корисна людям Крайньої півночі, при всіх проявах гіпоавітамінозах, при деяких шкірних захворюваннях (піодермія, псоріаз тощо), при хронічних захворюваннях опорно-рухового апарату, радикулітах.
Протипоказана геліотерапія при всіх захворюваннях в гострій стадії і в період загострення, кровотечах і схильності до кровотеч, виснаженні, злоякісних і доброякісних пухлинах, прогресуючій формі туберкульозу легень, захворюваннях серця і судин (атеросклероз, гіпертензія), захворюваннях крові і підвищеної чутливості до сонячних променів.
Геліотерапію у вигляді загальних сонячних ванн (опромінення всього тіла), зазвичай проводять на пляжі або в аеросоляріях. Очі пацієнта мають бути захищені окулярами з димчастого скла.